# Мозер, Альдо
Альдо Мозер (итал. Aldo Moser; 7 февраля 1934, Джово, Трентино-Альто-Адидже — 2 декабря 2020, Тренто) — итальянский велогонщик. Шестнадцать раз принимал участие в гранд-туре «Джиро д’Италия», показав наивысшей результат в 1956 год став пятым в генеральной классификации, четырежды выступал на гранд-туре «Вуэльта Испании». В составе сборной Италии являлся участником пяти чемпионатов мира.

## Карьера
Родился в 1934 году в Джово. В 1953 году как любитель дебютировал на гонке Piccolo Giro di Lombardia (малый тур по Ломбардии). В 1954 году дебютировал уже как профессионал выступив на Кубое Уго Агостони на котором занял первое место.
В 1955 году был первым на Gran Premio Industria e Commercio di Prato (Гран-при Прато), так же в этом году был втором в гонках Милан — Турин, Тре Валли Варезине и Гран-при Лугано.
В 1958 году победил на Трофео Баракки, занял третье место на Чемпионате Италии. В 1959 году вновь стал первым на Трофео Баракки, приплюсовав победу на Гран-при Наций. В 1959-63 годах поднимался на подиумы гонок Тур Швейцарии, Гран Пьемонте и некоторых других.
В 1960 году вновь выиграл Кубок Бернокки. В 1963 году стал третьим на Джиро ди Тоскана. В своём последнем профессиональном сезоне в 1973 году он выступал в велокоманде Filotex с тремя своими братья, Энцо, Диего и Франческо.
С 1953 по 1973 год принимал участие в гонке «Джиро д’Италия».
Приходится дядей двум итальянским велогонщикам — Иньяцио и Морено.

### Результаты на Гранд-турах
| Гранд-тур       | 1955 | 1956 | 1957 | 1958 | 1959 | 1960 | 1961 | 1962 | 1963 | 1964 | 1965 | 1966 | 1967 | 1968 | 1969 | 1970 | 1971 | 1972 | 1973 |
| --------------- | ---- | ---- | ---- | ---- | ---- | ---- | ---- | ---- | ---- | ---- | ---- | ---- | ---- | ---- | ---- | ---- | ---- | ---- | ---- |
| Джиро д’Италия  | 6    | 5    | 12   | 10   | DNF  | DNF  | 36   | 18   | –    | 15   | 22   | –    | 16   | –    | 7    | 19   | 17   | DNF  | 57   |
| Тур де Франс    | –    | –    | –    | –    | –    | –    | –    | –    | –    | –    | –    | –    | –    | –    | –    | –    | –    | –    | –    |
| Вуэльта Испании | –    | –    | –    | –    | –    | DNF  | –    | –    | DNF  | –    | –    | 18   | 25   | –    | –    | –    | –    | –    | –    |

DNF — не финишировал
— (прочерк) — не участвовал